# Modicogryllus chopardi
Modicogryllus chopardi is een rechtvleugelig insect uit de familie krekels (Gryllidae). De wetenschappelijke naam van deze soort is voor het eerst geldig gepubliceerd in 1971 door Bhowmik.